# Laemosaccini
Laemosaccini – plemię chrząszczy z rodziny ryjkowcowatych i podrodziny Mesoptiliinae. 

## Systematyka
Do Laemosaccini zaliczanych jest 9 rodzajów:
- Aethemagdalis
- Allolaemosaccus
- Atopomagdalis
- Laemosaccellus
- Laemosaccus
- Melaemosaccus
- Neolaemosaccus
- Notomagdalis
- Zimmermanianthus